# Carl Lindbom
Carl Lindbom (Espoo, 10 novembre 1991) è un cestista finlandese.

## Carriera
Con la Finlandia ha disputato i Campionati europei del 2017.